# 雷頓教授與最後的時間旅行
《雷頓教授與最後的時間旅行》是一款由LEVEL-5開發的任天堂DS用冒險遊戲，於2008年11月27日在日本發佈，於2010年9月12日在北美發佈。本作是雷頓教授系列三部曲中的最後一部，遊戲內容將解謎和傳統冒險遊戲結合。此遊戲與過去作品一樣，主角都由大泉洋和堀北真希配音。

## 故事情節
雷頓教授和路克收到一封來自未來的信件，寄信人是青年時期的路克，他請求二人到未來協助他。於是他們倆按信上指示，到了一間鐘錶店，當踏出店舖後，二人穿越了時空，到達了景物完全不同的地方——未來的倫敦。
他們倆與青年路克會面，並同行解決謎題。街上，雷頓教授從遠處看到一位女性，一位應不能再見到的人；同時，他也被告知一個震撼的消息，就是未來的自己是一個人見人怕的惡霸……

### 角色
- 雷頓教授（レイトン教授，配音：大泉洋）
- 少年路克（ルーク少年，配音：堀北真希）
- 青年路克（ルーク青年，配音：小栗旬）
- 阿羅瑪（アロマ，配音：能登麻美子）
- 克莱雅（配音：木村佳乃）[3]

## 發佈
此遊戲於2008年11月27日在日本發佈，並且是2008年日本第15暢銷遊戲。此遊戲的西方版本於2010年電子娛樂展覽公佈，並分別於2010年9月12日、2010年10月21日和2010年10月22日在北美、澳洲及歐洲發佈。

## 評價及銷售
《雷頓教授與最後的時間旅行》獲得了正面的評價，並且被視為雷頓教授系列中最出色的遊戲。視頻遊戲脫口秀《好遊戲：重生點》（Good Game: Spawn Point）的兩個主持分別給予此遊戲9/10分和8.5/10分。他們盛讚整個遊戲，並說：「如果你是一個雷頓迷，那麼你將會得到你所期望的——一些非常好的益智謎題」。《任天堂力量》給予此遊戲9/10分，並指出他們毫無顧忌地肯定此遊戲是雷頓教授系列中最好的遊戲。此遊戲亦獲《任天堂力量》頒發最佳益智遊戲及最強結局獎。
1UP.com給予此遊戲A-的評分，稱讚遊戲的謎題，但就批評遊戲的劇情較為沉悶。GameSpot給予此遊戲8.5/10分，讚揚其創新和具挑戰性的謎題、關於時間旅行的劇情、提示硬幣的設定和畫風，但就批評其備忘錄功能。Eurogamer給予此遊戲9/10分，盛讚其充滿色彩的謎題、備忘錄功能、提示設定，並把此遊戲稱為「雷頓教授系列中最具活力的遊戲」。
截至2010年12月，此遊戲在日本總共售出了862,967套遊戲，並在北美及歐洲售出了187萬套遊戲。截至2011年3月，此遊戲在北美及歐洲總共售出了197萬套遊戲。

## 外部連結
- （日語）官方網站 （页面存档备份，存于）